# Colombiaans voetbalelftal in 2006
Het Colombiaans voetbalelftal speelde in totaal zeven officiële interlands in het jaar 2006, alle vriendschappelijk. De ploeg stond onder leiding van Reinaldo Rueda. Hij trad terug in november en werd vervangen door Jorge Luis Pinto. Opvallend was het doelpunt dat doelman Neco Martínez maakte. In de aanloop naar het WK voetbal 2006 speelde Colombia op 30 mei 2006 een oefeninterland tegen Polen, dat zich wel had weten te kwalificeren. Colombia stond op een 1-0-voorsprong, toen Martínez de bal in zijn eigen doelgebied een lange trap naar voren gaf in de richting van de Poolse helft. De bal vloog over iedereen heen om vervolgens eenmaal te stuiteren, en over de Poolse doelman Tomasz Kuszczak in het doel te belanden. Het doelpunt bleek uiteindelijk de winnende treffer te zijn; Colombia won het duel met 2-1. Op de in 1993 geïntroduceerde FIFA-wereldranglijst zakte Colombia in 2006 van de 24ste (januari 2006) naar de 34ste plaats (december 2006).

## Balans
| Wedstrijden | Wedstrijden | Wedstrijden | Wedstrijden | Doelpunten | Doelpunten | Doelpunten | Punten |
| Gespeeld    | Winst       | Gelijk      | Verlies     | Voor       | Tegen      | Saldo      | Punten |
| ----------- | ----------- | ----------- | ----------- | ---------- | ---------- | ---------- | ------ |
| 7           | 3           | 3           | 1           | 8          | 7          | +1         | 1.428  |

## Interlands
|                                                    |                 |       |                |                                                                                                 |
| 1 maart Vriendschappelijk № 414 «onderlinge duels» | Venezuela       | 1 – 1 | Colombia       | Estadio José Pachencho Romero, Maracaibo Toeschouwers: 15.000 Scheidsrechter: José Carpio (ECU) |
| 1 maart Vriendschappelijk № 414 «onderlinge duels» | Jesús Gómez 48' |       | 70' Elkin Soto | Estadio José Pachencho Romero, Maracaibo Toeschouwers: 15.000 Scheidsrechter: José Carpio (ECU) |

|                                                   |                      |       |                |                                                                                         |
| 24 mei Vriendschappelijk № 415 «onderlinge duels» | Ecuador              | 1 – 1 | Colombia       | Giants Stadium, East Rutherford Toeschouwers: 59.000 Scheidsrechter: Terry Vaughn (USA) |
| 24 mei Vriendschappelijk № 415 «onderlinge duels» | Segundo Castillo 52' |       | 55' Elkin Soto | Giants Stadium, East Rutherford Toeschouwers: 59.000 Scheidsrechter: Terry Vaughn (USA) |

|                                                             |          |       |          |                                                                              |
| 27 mei Vriendschappelijk № 416 «onderlinge duels» 21:30 uur | Colombia | 0 – 0 | Roemenië | Soldier Field, Chicago Toeschouwers: 15.000 Scheidsrechter: Brian Hall (USA) |
| 27 mei Vriendschappelijk № 416 «onderlinge duels» 21:30 uur |          |       |          | Soldier Field, Chicago Toeschouwers: 15.000 Scheidsrechter: Brian Hall (USA) |

|                                                             |                    |       |                                     |                                                                                |
| 30 mei Vriendschappelijk № 417 «onderlinge duels» 18:00 uur | Polen              | 1 – 2 | Colombia                            | Stadion Śląski, Chorzów Toeschouwers: 40.000 Scheidsrechter: Zsolt Szabó (HON) |
| 30 mei Vriendschappelijk № 417 «onderlinge duels» 18:00 uur | Ireneusz Jeleń 90' |       | 19' Elkin Murillo 63' Luis Martínez | Stadion Śląski, Chorzów Toeschouwers: 40.000 Scheidsrechter: Zsolt Szabó (HON) |

|                                                             |                                                                 |       |          |                                                                                       |
| 2 juni Vriendschappelijk № 418 «onderlinge duels» 19:00 uur | Duitsland                                                       | 3 – 0 | Colombia | Borussia-Park, Mönchengladbach Toeschouwers: 40.000 Scheidsrechter: Terje Hauge (NOR) |
| 2 juni Vriendschappelijk № 418 «onderlinge duels» 19:00 uur | Michael Ballack 21' Bastian Schweinsteiger 38' Tim Borowski 69' |       |          | Borussia-Park, Mönchengladbach Toeschouwers: 40.000 Scheidsrechter: Terje Hauge (NOR) |

|                                                             |                                          |       |         |                                                                               |
| 4 juni Vriendschappelijk № 419 «onderlinge duels» 19:00 uur | Colombia                                 | 2 – 0 | Marokko | Camp Nou, Barcelona Toeschouwers: 10.500 Scheidsrechter: Ricardo Segura (ESP) |
| 4 juni Vriendschappelijk № 419 «onderlinge duels» 19:00 uur | Hugo Rodallega 42' (pen.) Elkin Soto 89' |       |         | Camp Nou, Barcelona Toeschouwers: 10.500 Scheidsrechter: Ricardo Segura (ESP) |

|                                                        |                           |       |                                    |                                                                                       |
| 16 augustus Vriendschappelijk № 420 «onderlinge duels» | Chili                     | 1 – 2 | Colombia                           | Estadio Nacional, Santiago Toeschouwers: 15.000 Scheidsrechter: Jorge Larrionda (URU) |
| 16 augustus Vriendschappelijk № 420 «onderlinge duels» | Humberto Suazo 82' (pen.) |       | 68' Léider Preciado 88' Elkin Soto | Estadio Nacional, Santiago Toeschouwers: 15.000 Scheidsrechter: Jorge Larrionda (URU) |

## FIFA-wereldranglijst
| JAN | FEB | MAR | APR | MEI | JUN | JUL | AUG | SEP | OKT | NOV | DEC |
| --- | --- | --- | --- | --- | --- | --- | --- | --- | --- | --- | --- |
| 24  | 27  | 30  | 27  | 27  |     | 21  | 29  | 20  | 35  | 34  | 34  |

## Statistieken
| Neco Martínez       | 1982-07-11 | Sakaryaspor            | 3 | 0 | 1 | 4  | 1 |
| Óscar Córdoba       | 1970-02-03 | Antalyaspor            | 3 | 0 | 0 | 73 | 0 |
| Julián Viáfara      | 1978-05-19 | América de Cali        | 1 | 0 | 0 | 1  | 0 |
| Verdediging         |            |                        |   |   |   |    |   |
| Luis Amaranto Perea | 1979-01-30 | Atlético Madrid        | 5 | 0 | 0 | 26 | 0 |
| Javier Arizala      | 1983-04-21 | Racing Club            | 3 | 1 | 0 | 5  | 0 |
| Andrés Orozco       | 1979-03-18 | Monarcas Morelia       | 3 | 0 | 0 | 20 | 0 |
| Pablo César Pachón  | 1983-10-08 | Independiente Santa Fe | 3 | 0 | 0 | 4  | 0 |
| Mauricio Casierra   | 1985-12-08 | Estudiantes            | 2 | 0 | 0 | 2  | 0 |
| José de la Cuesta   | 1983-02-11 | Real Valladolid        | 2 | 0 | 0 | 8  | 0 |
| Andrés González     | 1984-01-08 | Colo-Colo              | 2 | 0 | 0 | 10 | 0 |
| Hayder Palacio      | 1979-07-22 | Atlético Junior        | 2 | 0 | 0 | 13 | 0 |
| Estiven Vélez       | 1982-02-09 | Deportivo Pereira      | 1 | 3 | 0 | 4  | 0 |
| Óscar Passo         | 1980-05-13 | Atlético Nacional      | 1 | 1 | 0 | 7  | 0 |
| Francisco Nájera    | 1983-07-25 | Gallos Blancos         | 1 | 0 | 0 | 1  | 0 |
| Samuel Vanegas      | 1976-09-08 | Barcelona Guayaquil    | 1 | 0 | 0 | 4  | 0 |
| Middenveld          |            |                        |   |   |   |    |   |
| Jaime Castrillón    | 1983-05-05 | Independiente Medellín | 5 | 2 | 0 | 15 | 2 |
| Elkin Soto          | 1980-08-04 | 1. FSV Mainz 05        | 5 | 1 | 4 | 14 | 6 |
| Fabián Vargas       | 1980-04-17 | SC Internacional       | 5 | 1 | 0 | 18 | 0 |
| Jhon Viáfara        | 1978-10-27 | Southampton            | 4 | 1 | 0 | 26 | 0 |
| Jairo Patiño        | 1978-04-05 | CA River Plate         | 3 | 2 | 0 | 34 | 3 |
| Fredy Guarín        | 1986-06-30 | AS Saint-Étienne       | 2 | 3 | 0 | 5  | 0 |
| Yulián Anchico      | 1984-05-28 | Deportes Tolima        | 2 | 0 | 0 | 8  | 0 |
| Álvaro Domínguez    | 1981-06-10 | Deportivo Cali         | 1 | 0 | 0 | 2  | 0 |
| David Ferreira      | 1979-08-09 | Atlético Paranaense    | 1 | 0 | 0 | 27 | 0 |
| Vladimir Marín      | 1979-09-26 | CA Independiente       | 1 | 0 | 0 | 1  | 0 |
| Edwin Valencia      | 1985-03-29 | América de Cali        | 0 | 5 | 0 | 5  | 0 |
| Juan Carlos Escobar | 1982-10-30 | Deportes Tolima        | 0 | 1 | 0 | 1  | 0 |
| Jorge Perlaza       | 1984-10-11 | Deportes Quindio       | 0 | 1 | 0 | 1  | 0 |
| Aanval              |            |                        |   |   |   |    |   |
| Hugo Rodallega      | 1985-07-25 | CF Monterrey           | 4 | 1 | 1 | 6  | 1 |
| Elkin Murillo       | 1977-09-20 | LDU Quito              | 3 | 1 | 1 | 27 | 1 |
| Luis Yánes          | 1982-10-29 | Independiente Santa Fe | 2 | 3 | 0 | 5  | 0 |
| Tressor Moreno      | 1979-01-11 | CD Veracruz            | 2 | 2 | 0 | 25 | 7 |
| José Moreno         | 1981-09-10 | CA Independiente       | 2 | 1 | 0 | 3  | 0 |
| Léider Preciado     | 1977-02-26 | Independiente Santa Fe | 1 | 0 | 1 | 11 | 4 |
| Luis Gabriel Rey    | 1980-02-20 | Monarcas Morelia       | 1 | 0 | 0 | 12 | 4 |
| Dayro Moreno        | 1985-09-16 | Once Caldas            | 0 | 1 | 0 | 1  | 0 |
| César Valoyes       | 1984-01-05 | Independiente Medellín | 0 | 1 | 0 | 2  | 0 |

Colfútbol · A-internationals · Selecties · Statistieken · Bondscoaches · Colombiaans vrouwenelftal · Olympisch elftal · Colombia U20 · Colombia U17
1938 – 1949 ·
1950 – 1959 ·
1960 – 1969 ·
1970 – 1979 ·
1980 – 1989 ·
1990 – 1999 ·
2000 – 2009 ·
2010 – 2019 ·
2020 – 2029
WK 1962 · 
WK 1990 · 
WK 1994 · 
WK 1998 · 
WK 2014 · 
WK 2018
OS 1968 · 
OS 1972 · 
OS 1980 · 
OS 1992 · 
OS 2016
1938 · 
1939 · 1940 · 1941 · 1942 · 1943 · 1944 · 
1946 · 
1947 · 
1948 · 
1949 · 
1950 · 1951 · 1952 · 1953 · 1954 · 1955 · 1956 · 
1957 · 
1958 · 1959 · 1960 · 
1961 · 
1962 · 
1963 · 
1964 · 
1965 · 
1966 · 
1967 · 
1968 · 
1969 · 
1970 · 
1971 · 
1972 · 
1973 · 
1974 · 
1975 · 
1976 · 
1977 · 
1978 · 
1979 · 
1980 · 
1981 · 
1982 · 
1983 · 
1984 · 
1985 · 
1986 · 
1987 · 
1988 · 
1989 · 
1990 ·
1991 · 
1992 · 
1993 · 
1994 · 
1995 · 
1996 · 
1997 · 
1998 · 
1999 · 
2000 · 
2001 · 
2002 · 
2003 · 
2004 · 
2005 · 
2006 · 
2007 · 
2008 · 
2009 · 
2010 · 
2011 · 
2012 · 
2013 · 
2014 · 
2015 · 
2016 · 
2017 ·
2018 ·
2019 ·
2020 ·
2021
Algerije ·
Argentinië ·
Australië ·
Bahrein ·
België ·
Bolivia · 
Brazilië ·
Canada ·
Chili ·
China · 
Costa Rica ·
Cuba ·
DDR ·
Duitsland ·
Ecuador ·
Egypte ·
El Salvador ·
Engeland ·
Finland ·
Frankrijk ·
Griekenland ·
Guatemala · 
Haïti ·
Honduras ·
Hongarije ·
Hongkong ·
Ierland ·
Irak ·
Israël ·
Ivoorkust ·
Jamaica ·
Japan ·
Joegoslavië ·
Jordanië ·
Kameroen ·
Koeweit · 
Liberia · 
Marokko ·
Mexico ·
Montenegro ·
Nederland ·
Nederlandse Antillen ·
Nicaragua ·
Nieuw-Zeeland · 
Nigeria ·
Noord-Ierland ·
Noorwegen ·
Panama ·
Paraguay ·
Peru ·
Polen ·
Puerto Rico ·
Qatar ·
Roemenië ·
Saoedi-Arabië ·
Schotland ·
Senegal ·
Servië ·
Slovenië ·
Slowakije ·
Sovjet-Unie ·
Spanje ·
Trinidad en Tobago ·
Tsjecho-Slowakije ·
Tunesië · 
Turkije · 
Uruguay ·
Venezuela ·
Verenigde Arabische Emiraten · 
Verenigde Staten ·
Zuid-Afrika ·
Zuid-Korea ·
Zweden ·
Zwitserland
Brazilië (2014) ·
Engeland (2018) ·
Griekenland (2014) ·
Ivoorkust (2014) ·
Japan (2014) ·
Japan (2018) ·
Polen (2018) ·
Senegal (2018) ·
Uruguay (2014)